# LISA Pathfinder
LISA Pathfinder — завершившаяся космическая миссия Европейского космического агентства (ЕКА), предназначенная для проверки технологий, необходимых для планируемой постройки обсерватории Laser Interferometer Space Antenna (LISA). Целью миссии LISA, запуск которой запланирован на 2034 год, является возможность регистрировать гравитационные волны и проверка общей теории относительности. Ранее проект Pathfinder был известен под названием Small Missions for Advanced Research in Technology-2 (SMART-2). Пуск ракеты-носителя Вега состоялся в 04:04 (UTC) 3 декабря 2015 года с космодрома Куру во французской Гвиане.
Примерный бюджет миссии LISA Pathfinder составил 400 миллионов евро.
Результатом работы LISA Pathfinder стало подтверждение обоснованности миссии LISA.

## Концепция эксперимента
Космические аппараты, которые движутся только под воздействием гравитационных сил, а остальные силы, насколько это возможно, скомпенсированы работой микродвигателей, называются спутниками, свободными от сноса (Zero-drag satellites или drag-free satellites). Идея их создания не является сколь-либо новой Pugh and Lange, 1964), они создавались и ранее (DISCOS, 1972), начиная с самого начала космической эпохи. В частности, они имеют значительное военно-прикладное значение для высокоточного определения гравитационного потенциала Земли, что в свою очередь важно при наведении межконтинентальных баллистических ракет. В этом классе космических аппаратов используется тестовая масса, которая может двигаться в пространстве будучи незакрепленной, однако защищенной космическим аппаратом. Эта масса и набор приборов, регистрирующих её положение в пространстве, можно рассматривать как акселерометр, измеряющий ускорения космического аппарата. Согласованная с акселерометром работа микродвигателей позволяет придерживаться аппарату в целом близкой к идеальной траектории.
При этом LISA Pathfinder — это миссия для доказательства самой концепции, технологическая демонстрация, которая должна доказать, что точность технологии достигла такого уровня, который необходим для дальнейшей реализации полноценной обсерватории для наблюдения гравитационных волн. Для этого используются сразу два однотипных акселерометра, т.е. две используются тестовые массы и два набора сопутствующего оборудования, а ошибки измерений оцениваются как разность их показаний.
Первоочередной целью этого аппарата является измерение отклонений движения от геодезических линий. Значительное количество экспериментов с гравитационной физикой требует измерения относительного ускорения между пробными телами в свободном падении.
LISA Pathfinder должен был разместить два незакрепленных пробных тела в условиях почти идеального свободного падения, и будет контролировать и измерять их относительное движение с беспрецедентной точностью. Космический корабль должен был защищать расположенные внутри него пробные тела от внешнего воздействия. Это должно было быть «самое спокойное место в Солнечной системе».
Очень точное отслеживание двух пробных тел с помощью оптической интерферометрии должно было позволить учёным определить относительное ускорение двух пробных тел, расположенных на расстоянии 38 см друг от друга внутри одного космического аппарата. Концепция LISA Pathfinder заключается в создании экспериментально обоснованной физической модели всех возмущающих эффектов, таких как случайные силы и влияние оптических измерений, которые ограничивают возможности изучения пробных тел в условиях идеального свободного падения. Измерения взаимного расположения таких тел должно быть усовершенствовано для следующей миссии LISA.
В частности, этот космический аппарат проверит:
- возможность беспроводного позиционного управления космическим аппаратом с двумя тестовыми массами;
- осуществимость лазерной интерферометрии в желаемом диапазоне частот (а это невозможно на поверхности Земли);
- надёжность и долговечность различных компонентов — сенсоров, микродвигателей, лазеров и оптики.

Для следующей миссии LISA пробные тела будут иметь форму кубов весом около 2 кг каждый, и будут содержаться в двух отдельных космических аппаратах, расположенных на расстоянии 2,5 миллиона километров друг от друга.
Результаты и технологии миссии LISA Pathfinder обеспечат базис для космической гравитационно-волновой обсерватории, которая будет запущена в 2034 году в качестве третьей миссии ЕКА L-класса в её программе «Cosmic Vision», направленной на исследование научной темы «гравитационная Вселенная».

## Конструкция
По условиям контракта, подписанного с Европейским космическим агентством, конструированием космического аппарата LISA Pathfinder занимается подразделение компании Airbus Defence and Space в Стивенедже (Великобритания). Зонд будет нести европейский «технологический пакет LISA», в который входят инерционные датчики, интерферометр и связанная с ними аппаратура.
Также две бесконтактные системы управления: европейская использует микродвигатели на холодном газе (подобные тем, что были применены в космическом аппарате Gaia), а американская «система редукции пертурбаций» использует несколько отличные сенсоры и систему электродвижущей силы на основе ионизированных капель коллоида, ускоренных в электрическом поле..
Коллоидный двигатель был сконструирован компанией Busek и доставлен в Лаборатории реактивного движения (JPL) для интеграции с космическим аппаратом.

### Инструментарий
Технологический пакет LISA (LISA Technology Package) собирают в немецком филиале компании Airbus Defence and Space, но сами инструменты и компоненты предоставляются различными учреждениями со всей Европы. Технические требования к подавлению шумов для интерферометра очень жесткие, а это значит, что надо минимизировать физическую реакцию интерферометра на изменение условий среды, таких, как температура.

### Факторы среды
В следующей миссии eLISA факторы окружающей среды будут влиять на измерения, выполняемые интерферометром. К таким факторам среды относятся случайные электромагнитные поля и температурные градиенты, которые могут быть вызваны неравномерным нагревом космического аппарата под влиянием Солнца или даже нагретых приборов внутри самого космического аппарата. Именно поэтому LISA Pathfinder разработан таким образом, чтобы выявить, насколько окружающие факторы изменяют поведение внутренних сенсоров и других инструментов. LISA Pathfinder будет запущен с обширным пакетом инструментов, способных измерять температуру и магнитные поля как тестовых масс, так и оптического инструментария. Космический аппарат оборудован даже аппаратурой для искусственной стимуляции системы: она содержит нагревательные элементы, которые могут неравномерно распространять тепло внутри зонда, тем самым вызывая искажение данных оптической аппаратуры и давая учёным возможность увидеть, как меняются результаты измерений при вариации температур.

## Управление космическим аппаратом
Управление миссией LISA Pathfinder будет происходить из Европейского центра космических операций (ESOC) в Дармштадте, Германия, тогда как контроль над научными и технологическими операциями будет осуществляться из Европейского центра космических и астрономических исследований (ESAC), что в Мадриде, Испания.

## Международное сотрудничество
Подготовкой и реализацией мисии LISA Pathfinder занимается ЕКА. В этом процессе участвуют также европейские космические компании и исследовательские институты из Франции, Германии, Италии, Нидерландов, Испании, Швейцарии, Великобритании, а также американское космическое агентство NASA.

## Миссия
Космический аппарат сначала был запущен на низкую околоземную орбиту. Оттуда он выполнял кратковременные ускорения с помощью своих двигателей при каждом прохождении перигея, медленно поднимая апогей, пока в январе 2016 не вышел на орбиту в окрестности точки Лагранжа L1 между Землёй и Солнцем. 1 марта 2016 Lisa Pathfinder начал проведение измерений.
С 9 марта LISA Pathfinder начала свою официальную научную миссию.
7 июня 2016, ESA представила первые результаты по двухмесячному этапу работы. В них было показано что технология, разработанная для научной гравитационной обсерватории превзошла ожидания. Два куба в центре космического корабля находясь только под влиянием сил тяготения, и невозмущённые другими силами, позволили достичь точности измерений гравитационных возмущений в 5 раз превосходящей изначальные требования к LISA Pathfinder.
LISA Pathfinder был деактивирован 30 июня 2017.

## LISA, eLISA
Определённую путаницу создаёт тот факт, что как LISA известно сразу несколько схожих проектов/концептов. Гравиволновой детектор LISA вначале разрабатывался NASA как проект LISA, далее этот проект NASA был закрыт, но вместо него был предложен схожий европейский проект eLISA, но поменьше и подешевле. Однако после запуска LISA Pathfinder был выбран и утверждён более дорогой проект с размерами, промежуточными между LISA от NASA и eLISA, которому опять же присвоили название LISA.